# Dolenci, Bitola
Dolenci (makedonska: Доленци) är en ort i Nordmakedonien. Den ligger i kommunen Bitola, i den sydvästra delen av landet, 100 kilometer söder om huvudstaden Skopje. Dolenci ligger 795 meter över havet och antalet invånare är 466.